# دره فرمانروایان تراکیا

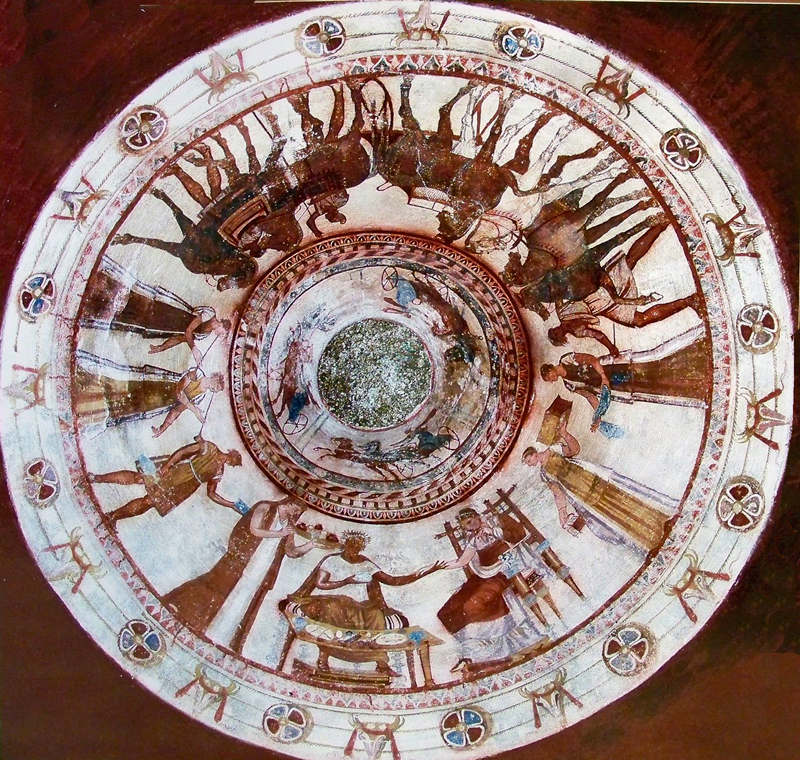
مرمت مقبره تراکیایی کازانلک

دره فرمانروایان تراکیا (بلغاری: Долина на тракийските владетели، ت. «Dolina na trakiĭskite vladeteli») نامی است که توسط باستان‌شناس گئورگی کیتوف رایج شد و غلظت بسیار زیاد و تنوع بناهای تاریخی فرهنگ تراکیا در دره کازانلاک در بلغارستان را توصیف می‌کند. اعتقاد بر این است که بیش از ۱۵۰۰ گورپشته در این منطقه وجود دارد که تاکنون تنها تعداد ۳۰۰ تا از آن‌ها تحقیق شده است.
مقبره کازانلاک در سال ۱۹۴۴ کشف شد. بین سالهای ۱۹۴۸ و ۱۹۵۴ شهر باستانی سئوتوپولیس مورد مطالعه قرار گرفت. بین دهه ۱۹۶۰ و ۱۹۸۰، مردم در مورد گورستان تپه‌ای که متعلق به ساکنان سئوتوپولیس بود، تحقیق کردند. دو قبر آجری دیگر در آنجا پیدا شد. مقبره ماگلیژ و کران در سال ۱۹۶۵ کشف شد. دهه ۶۰ همچنین نشانگر تحقیقات مقبره‌های تراکیایی از دوران روم در مناطق روستاهای تولوو و دابوو شد که توسط پروفسور گتوو انجام شده است. در طول دهه ۷۰، دومارادسکی یک سکونتگاه و گورستان اطراف آن را در منطقه آتناستسا، روستای تاژا تحقیق کرد.
دوره بین سال‌های ۱۹۹۲ و ۲۰۰۶، با وقفه‌های کوتاه، تحقیقات انجام شده توسط کیتوو، دکترای ارشد، و اکسپدیشن تمر (Tracian Expedition for Mound Research) به رهبری او آغاز به کار کرد. در نتیجه فعالیت آنها، بیش از ۲۰۰ تپه، که نشان دهنده شیوه‌های خاکسپاری تراکیان در دوران آهن و رومان در دره کازانلاک است، مورد مطالعه قرار گرفت. در بین تمام آثار تاریخی می‌توان بیش از ۱۵ مقبره را در مراحل مختلف نگهداری، ۳ قبر سنگی، تعداد زیادی تشییع جنازه غنی و غیره تشخیص داد.
در سال‌های اخیر، کار باستان‌شناسان با تحقیق بر روی مقبره‌های نزدیک روستاهای دولنو ایزورووو و بوزوفگراد با موفقیت پیش رفته است.